# Aragó, Aragó!

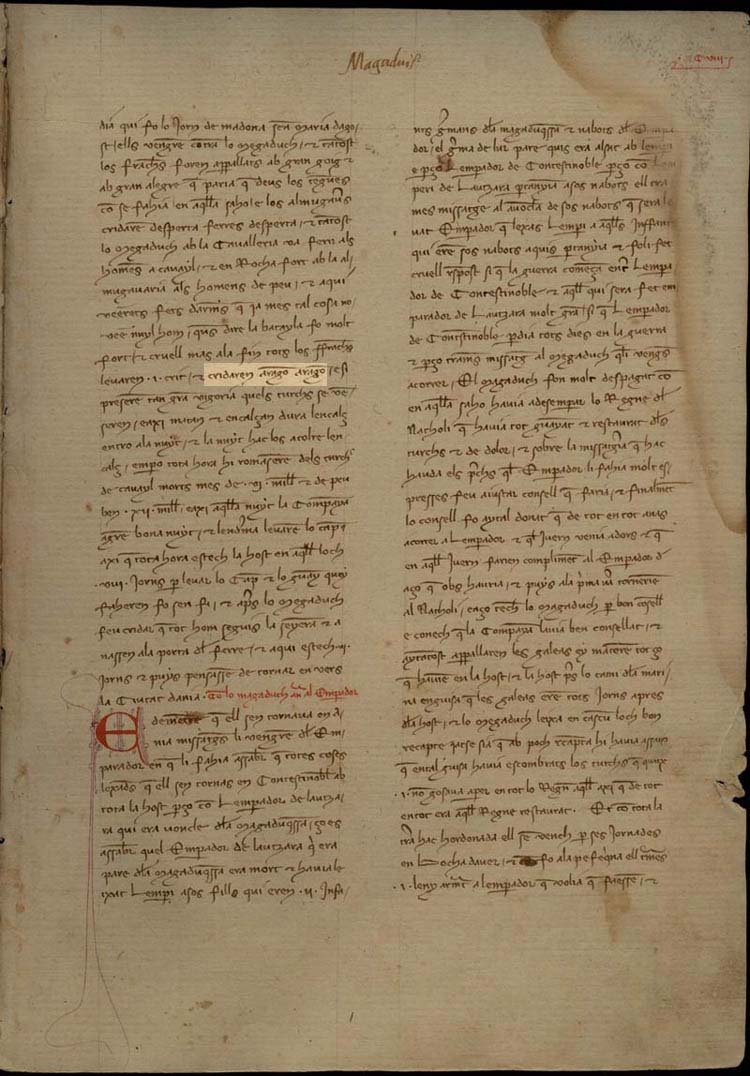
«Cridaven Aragón! Aragón!»
Batalla de Cibistra (1304)
Crònica de Ramon Muntaner
(Còdex del 1342)

El crit Aragó, Aragó! (en aragonès: Aragón, Aragón!) fou el crit de guerra principal que proferien les hosts militars del Casal d'Aragó; la raó és que era el cognom dels sobirans i era bramat unànimement per aragonesos, catalans, mallorquins, valencians i sicilians, tots súbdits del Casal d'Aragó. D'altres crits de guerra foren Sancta Maria! Sancta Maria!, Via Sus! Via Sus!, Sant Jordi! Sant Jordi!, i àdhuc els almogàvers que serviren a Frederic d'Aragó, rei de Sicília, també cridaren Aragó, Aragó! conjuntament amb el seu èpic i característic Desperta Ferro!. El crit de guerra Aragó, Aragó! ha passat a la història militar gràcies a les cròniques medievals catalanes, entre les quals la de Ramon Muntaner, que el recollí en la seva Crònica.

## Batalla de Cibistra (1304)
La Guerra de Sicília finalitzà l'any 1302 amb la Pau de Caltabellotta i l'almirall Rutger von Blum (catalanitzat per Roger de Flor), decidí crear una nova companyia de mercenaris amb els almogàvers aragonesos i catalans llicenciats; formà així la Companyia Catalana d'Orient i oferí els seus serveis mercenaris a l'Imperi Romà d'Orient, que es veia incapaç d'aturar l'ofensiva dels turcs. El 1303 desembarcaren a Constantinoble i derrotaren als turcs en la batalla del riu Cízic. La campanya militar del 1304 es caracteritzà per les batalles llampec, aconseguint derrotar successivament les tropes dels beilicats d'Anatòlia en la batalla de Germe, Batalla d'Àulax, Batalla de Tira i Batalla d'Ània.
Davant les successives victòries militars de la Companyia, els turcs optaren per fer un replegament general i retirar-se cap a l'interior de la península d'Anatòlia. Tot i així, a la primeria d'agost, la Companyia eixí de la ciutat costanera d'Ània, on es trobava acantonada, i seguint l'antiga via romana, s'endinsà cap a l'interior d'Anatòlia a la recerca dels turcs. A mesura que s'endinsaven més i més en territori enemic, Roger de Flor i el seu manescal Bernat de Rocafort ordenaren als homes de reduir la marxa i estar cautes davant de qualsevol eventualitat; àdhuc, augmentaren les patrulles per a envoltar i assetjar les forces enemigues fet que fou providencial, puix que els exploradors localitzaren un enorme contingent turc; desbaratada la sorpresa, enmig dels clarobscurs de l'albada del 15 d'agost del 1304, la diada de la Mare de Déu d'Agost, i en una gran esplanada que s'estenia als peus d'una muntanya, els almogàvers es trobaren davant del gran exèrcit turc, amb els seus estendards desplegats i arrengat en ordre de batalla.
Malgrat que la desproporció de forces superava qualsevol expectativa raonable que hagués pogut albirar, Roger de Flor no considerà mai la retirada. Cridà ràpidament les ordres als seus homes perquè s'aparellessin per a la imminent batalla, ordenant a Bernat de Rocafort que es posés al capdavant de l'almogaveria, mentre que ell mateix es posà al capdavant de la cavalleria de la Companyia i alana. Amb poc més de 6.000 homes, la inferioritat numèrica no feu escruixir la voluntat de Roger de Flor, conscient que l'exèrcit que es trobava al seu davant constituïa la darrera reserva islàmica; si aconseguia derrotar-los, la Companyia restaria com a única força militar efectiva en el territori i ell esdevindria l'amo absolut d'Anatòlia. Per contra, si en sortien derrotats, donant l'aïllament en què es trobaven, no hi hauria escapatòria possible.
La cavalleria de la Companyia i els alans se situaren al flanc esquerre, contraposats a la cavalleria turca. Al franc dret es desplegaren la infanteria almogàver i les tropes de romans d'Orient. El silenci que regnava enmig de la vall es trencà quan d'entre les tropes almogàvers començà a alçar-se el crit de guerra que els ha fet immortals: Desperta Ferro! Desperta!, Desperta Ferro! Desperta!; començava la batalla decisiva. La cavalleria cabdellada per Roger de Flor sortí a l'encontre de la cavalleria turca, mentre els almogàvers iniciaren la càrrega sobre les files islàmiques. La primera ofensiva fou aturada i les tropes turques començaren a avançar. Després de perllongats combats i envestides, la lògica de la superioritat numèrica turca començà a imposar-se. Però quan la victòria semblava que es decantaria finalment del costat turc i les forces començaven a renquejar, s'alçà de nou el crit que recordà als almogàvers la seva darrera fidelitat i la providència invicta que esguardava el cognom dels seus sobirans; al crit d'Aragó, Aragó!, Aragó, Aragó! es llençaren novament a l'assalt. De res no serviren els crits en nom del gihad dels fanàtics guerres ghāzī; les línies turques començaren a trencar-se davant la inaturable escomesa d'aragonesos i catalans. Amb sistemàtica metodologia els almogàvers penetraren i profunditzaren en les bretxes, aïllaren els contingents turcs i acabaren per massacrar-los.
Finalment, prop de l'hora del crepuscle, la host islàmica col·lapsà i començà aleshores una fugida massiva; la cavalleria almogàver procedí a l'encalç dels fugitius fins que la foscor els aturà, mentre el cos principal de les tropes almogàvers restà en vetlla tota la nit, amb les armes a la mà, per si els turcs tornaven a l'ofensiva. L'endemà al matí, Roger de Flor procedí al reconeixement del camp de batalla; la carnisseria del dia anterior havia deixat, dels turcs a cavall, prop de 6.000 morts, i dels de peu, uns 12.000 morts.
| «                                 | Si que com fo a la porta del Ferre, los Turchs daquella gabella Dania, qui eren estats desconfits a la horta Dania, e tots los altres Turchs qui eren romasos de les altres gabelles, foren tots aplegats en una muntanya, e foren tota hora be X milia homens de cauall e be XX milia de peu. E batalla arrengada a alba del dia, que fo lo jorn de madona sancta Maria Dagost, ells vengren contra lo magaduch, e tantost los Franchs foren aparellats ab gran goig e ab gran alegre, que paria que Deus los tengues, com se feya en aquella saho; e los almugauers cridauen: desperta ferres desperta E tantost lo magaduch ab la caualleria van ferir els homens a cauall, e en Rochafort e lalmugaueria els homens a peu. E aqui vaerets feyts darmes que james tal cosa no vae nul hom. Queus dire? La batalla fo molt fort cruel; mas a la fi tots los Franchs lleuaren un crit e cridaren: aragon aragon E llauors prengueren tant gran victoria, quels Turchs se venceren: e axi matant e encalsant dura lencals entro a la nuyt; e la nuyt hach los a tolre lencals. Empero tota hora hi romangueren dels Turchs de cauall morts mes de sis milia, e daquells dapeu mes de XII milia. E axi aquella nuyt la companya hagren bona nuyt, quels Turchs perderen totes les viandes e els bestiars. E lendema lleuaren lo camp los Franchs, axi que tota hora estech la host en aquell lloch VIII jorns per lleuar lo camp, e lo guany fo sens fi que hi faeren. | » |
| — Ramon Muntaner, Crònica cap.207 | |   |